# Дрежница
Дрежница (на сръбски: Дрежница или Drežnica) е село в община Буяновац, Пчински окръг, Сърбия.

## История
В края на XIX век Дрежница е село в Прешевска кааза на Османската империя. Според патриаршеския митрополит Фирмилиан в 1902 година в Дрежница има 25 сръбски патриаршистки къщи. По данни на секретаря на Българската екзархия Димитър Мишев („La Macédoine et sa Population Chrétienne“) в 1905 година в Дрежница (Drejnitza) има 160 българи патриаршисти гъркомани.

## Население
- 1948- 159
- 1953- 171
- 1961- 183
- 1971- 161
- 1981- 130
- 1991- 101
- 2002- 86 – 100% сърби